# Гласинац
Гласинац (серб. Гласинац / Glasinac), також відомий як Гласинацьке плато (серб. Гласиначка висораван) або Гласинацьке поле (серб. Гласиначко поље) — плато на території громади Соколац у східній частині Республіки Сербської, в Романії. Площа поверхні становить 22 км2, довжина 7 км, висота над рівнем моря 800 м.

## Географічне положення
У минулому Гласинац був точкою перетину найважливіших шляхів, що проходили долинами річок Босна і Дрина. Складається з великих лук і пасовищ, характерних для східної частини Боснії, основою яких є тверді непроникні породи. Плато оточене хвойними лісами і вершинами Романії, Боговички, Градини, Рабра, Црни-Врха, Копита і Крателя. На плато багато археологічних знахідок, наприклад, середньовічний некрополь на місці сучасного містечка Црквина поряд з кордоном з Підроманією (за переказами, раніше там була церква з цвинтарем). Надгробки в Црквині мають різноманітну форму з різним орнаментом.

## Археологія

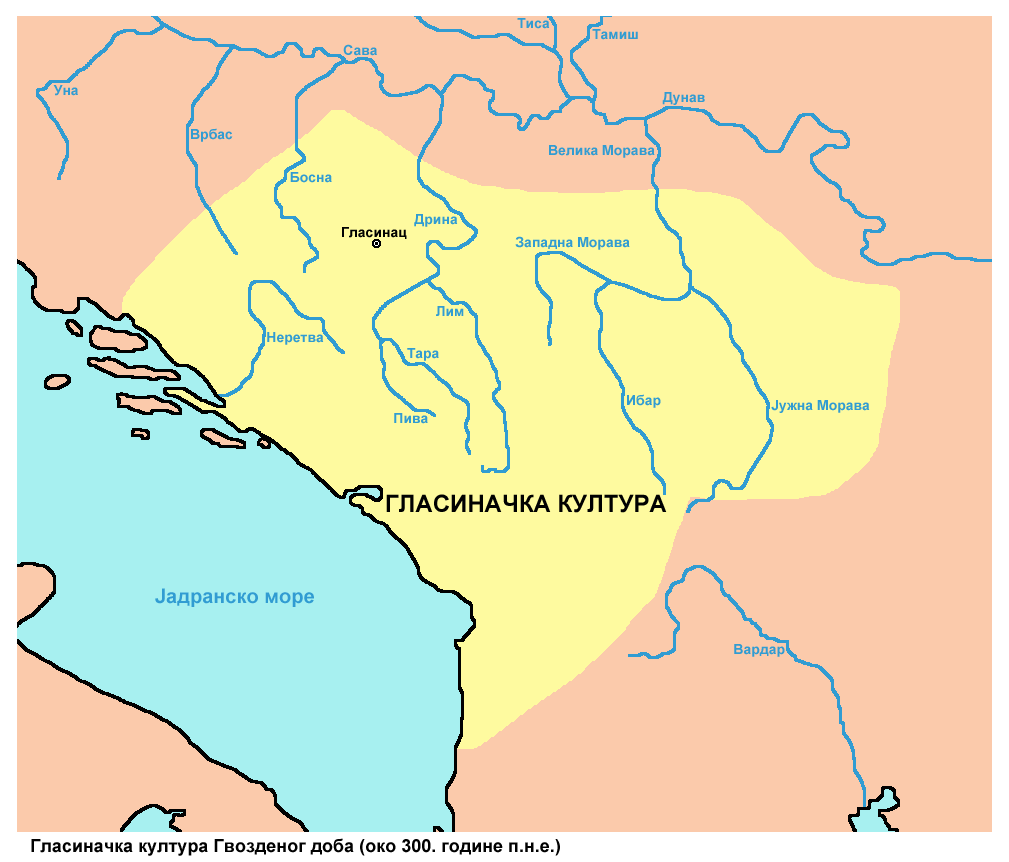
Гласинацька культура близько 300 року до н. е.

Гласинац — археологічна знахідка європейського значення, відома з кінця XIX століття. Дослідження, розпочаті на Гласинацькому полі (1886—1891), згодом розширилися до річок Прачі і Дрини. Під час розкопок знайдено близько 50 доісторичних міст і понад 1200 курганів і могильників, сконцентрованих у групи та некрополі. З курганів найвідомішими є Таліне, Лазе, Кусаче, Чаворине, Потпечине, Читлук, Маравичі, Планє, Брезьє, Іліяк, Русановичі, Госиня, Осово, Бранковичі, Сєверско, Претежан. З міст виділяються Кусаче, Кошутиця, Кадича Брдо, Іліяк, Лозник та багато інших. Дослідження проводили археологи Джордже Стратимирович, Чиро Трухелка, Вейсил Чурчич і Франьо Фіала, а в наш час — Боривой Чович і Б. Говедариця.

### Хронологія
Хронологію Гласинацького плато склали Алоїз Бенац і Боривой Чович.
- Найдавніші поселення відносяться до мідної доби.
- Рання бронзова доба Гласинац I: від 1800 до 1500 р. до н. е. Кочові скотарі, різноплемінне нечисленне населення.
- Середня бронзова доба Гласинац II: від 1500 до 1300 р. до н. е. Рідкісне населення.
- Пізня бронзова доба Гласинац III: від 1300 до 800 р. до н. е. Настає стабілізація, поява міст і зростання населення.
- Залізна доба Гласинац IV: від 800 до 500 р. до н. е. Розквіт.
- Залізна доба Гласинац V: від 500 до 250 р. до н. е. Гласинацька культура залізної доби.

Безпосередньо Гласинацька культура займає значно більшу площу: включає Південно-Західну Сербію, Східну Герцеговину та Чорногорію. На півночі й у центрі Албанії межує з культурою Маті.